# Microcyclus ulei
 Microcyclus ulei  ist eine Art der parasitären Schlauchpilze und Erreger der Südamerikanischen Blattfallkrankheit, die insbesondere für sehr hohe Ernteausfälle im Anbau des Kautschukbaums (Hevea brasiliensis) zur Gewinnung von Kautschuk in Brasilien verantwortlich ist.

## Beschreibung
Die Hyphen von Microcyclus ulei sind stark braun bis schwarz pigmentiert und bedecken Blatt- oder Stängeloberflächen in einem gewebeartigen Netzwerk.
Die Pilze bilden ascoloculare Fruchtkörper in Form von braunen oder schwarzen Pseudothecien. Diese können flach schildförmig, aber auch kugel- oder polsterartig sein und enthalten einen Loculus mit einem oder wenigen Asci. Die keulenförmigen Asci enthalten jeweils 8 Ascosporen, die meistens vielzellig und braun oder farblos sind.

## Verbreitung
Die Verbreitung des Pilzes Microcyclus ulei ist aktuell auf die Regenwälder der Äquatorregion Südamerikas begrenzt. Er ist entsprechend vor allem in Brasilien und Peru anzutreffen.

## Lebensweise
Das Wirtsspektrum von Microcyclus ulei ist sehr eng und ausschließlich auf einige Arten der Pflanzengattung Hevea beschränkt. Neben dem Kautschukbaum (Hevea brasiliensis), der in Teilen Brasiliens großflächig angebaut wird, befällt der Pilz nachweislich die Arten H. guianensis, H. benthamiana, H. spruceana, H. camargoana und H. camporum. Bei der Infektion von jungen Pflanzen der Cassava ruft der Pilz starke Abwehrerscheinungen hervor.

## Ökonomische Auswirkungen
Die Infektion mit Microcyclus ulei in Brasilien führte dazu, dass ein Plantagenanbau des Kautschukbaumes nur noch in geringem Umfang möglich ist. Der ehemalige Weltmarktführer für Naturkautschuk liefert heute nur noch 1,5 % der Weltproduktion, benötigt aber ca. 4 % davon. Durch diese Einschränkung ist Brasilien vom Import aus Südostasien, vor allem aus Malaysia, Indonesien und Thailand, abhängig, wo bislang keine vergleichbaren Krankheitserreger vorhanden sind.

## Kriegswaffenkontrollgesetz
Aufgrund der großen Abhängigkeit der Wirtschaft von Naturkautschuk und der daraus folgenden hohen ökonomischen Bedeutung gehört Microcyclus ulei nach Anlage 1 des Kriegswaffenkontrollgesetz zu den Biologischen Waffen. Dies bedeutet, dass jeglicher Umgang mit diesem Pathogen verschiedensten Restriktionen unterliegt.